# Hieracium glabriligulatum
Hieracium glabriligulatum es una especie de planta con flor del género Hieracium, de la familia Asteraceae, orden Asterales.

## Distribución
Hieracium glabriligulatum se distribuye por Rusia.

## Taxonomía
Fue descrita científicamente por Norrl.
Tratamiento taxonómico
La especie aparece registrada y publicada en Acta Soc. Fauna Fl. Fenn.